# Yōsuke Kataoka
Yōsuke Kataoka (jap. 片岡 洋介 Kataoka Yōsuke; ur. 26 maja 1982) – japoński piłkarz występujący na pozycji obrońcy. Obecnie występuje w Gainare Tottori.

## Kariera klubowa
Od 2005 roku występował w klubach Omiya Ardija, Kyoto Sanga FC i Gainare Tottori.